# Black Flag
Black Flag var et hardcore punkband, stiftet i 1976 i Californien, USA. Black Flag blev opløst i 1986. Navnet Black Flag stammer fra det sorte anarkist-flag.

## Medlemmer
Henry Rollins "classic era"
- Henry Rollins – Sang
- Greg Ginn – Guitar
- Kira Roessler – Bas
- Anthony Marthinez – Trommer

## Diskografi
Dette er KUN albums, ikke singles.
- Damaged
- My War
- Family Man
- Slip It In
- Loose Nut
- In My Head
- Live '84
- Who's Got the 10 1/2?

| Musikgruppe | Spire Denne artikel om en amerikansk musikgruppe er en spire som bør udbygges. Du er velkommen til at hjælpe Wikipedia ved at udvide den. |

1. ↑  Navnet er anført på engelsk og stammer fra Wikidata hvor navnet endnu ikke findes på dansk.